# Women's Lib

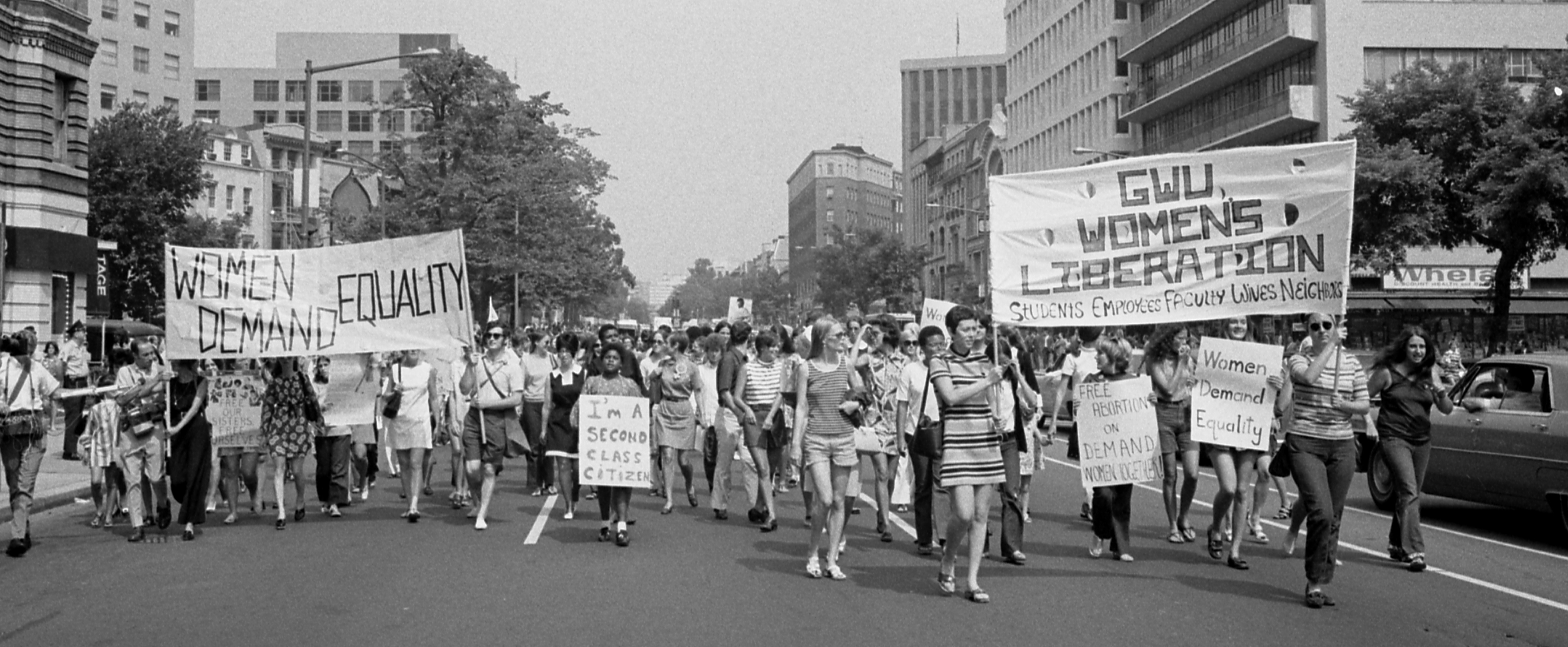
Marche de libération des femmes de Farragut Square à Lafayette [i.n., Lafayette] P[ar]k.

Le Women's Lib est l'abréviation de Women's Liberation Movement (ou WLM, en français « Mouvement de libération des femmes ») aux États-Unis. Depuis les années 1960, les femmes qui adhèrent à ce mouvement protestent contre toutes les formes de sexisme et de discrimination dont elles sont victimes et réclament une réelle égalité des droits avec les hommes.
Le Women's Lib correspond à la seconde vague du féminisme du XXe siècle, qui avait débuté au Royaume-Uni par les revendications des suffragettes qui obtinrent le droit de vote en 1918. Le 26 août 1919, les femmes américaines obtiennent le droit de vote à leur tour. Aujourd'hui, le Women's Lib américain est incarné par plusieurs organisations : National Organization for Women (NOW), Feminist Majority Foundation (FMF), Planned Parenthood (PPFA)…